# Mame Thiam
Mame Baba Thiam (* 9. Oktober 1992 in Nguidilé, Senegal) ist ein senegalesischer Fußballspieler. Seit August 2021 steht er beim Kayserispor unter Vertrag.

## Karriere

### Vereine

#### Profi-Anfänge in Italien und Leihen
Mame Thiam durchlief mehrere Jugendakademien in Italien, darunter auch Inter Mailand, wo er ab Januar 2009 für die B-Junioren (U17) spielte. Zur Saison 2009/10 wechselte der 16-Jährige in die Jugend der US Sassuolo Calcio, ehe er zur Saison 2010/11 zu Inter zurückkehrte. In der Saison 2011/12 folgte eine Ausleihe an den Drittligisten US Avellino 1912, für die er auch sein Pflichtspieldebüt am 25. September 2011 gegen FC Esperia Viareggio gab. Sein erstes Tor schoss er am 12. Oktober 2011. Nach seiner ersten Leihe folgte die nächste, diesmal zum Drittligisten FC Südtirol.
Zur Saison 2013/14 wechselte Thiam schließlich ablösefrei zum Serie-B-Klub SS Virtus Lanciano. Nach einer Saison nahm ihn Juventus Turin unter Vertrag, jedoch spielte er als Leihe in der Saison 2014/15 weiterhin bei Virtus Lanciano. Im Juli 2015 wurde er erneut ausgeliehen, diesmal erstmals außerhalb Italiens an den belgischen Erstligisten SV Zulte Waregem. Es folgte eine weitere Leihe 2016 zu PAOK Thessaloniki. Im Januar 2017 wurde er für die restliche Saison erneut nach Italien zum FC Empoli ausgeliehen. Im September 2017 wurde der Vertrag bei Juventus Turin in beidseitigem Einvernehmen aufgelöst.

#### Wechsel nach Asien und Südeuropa

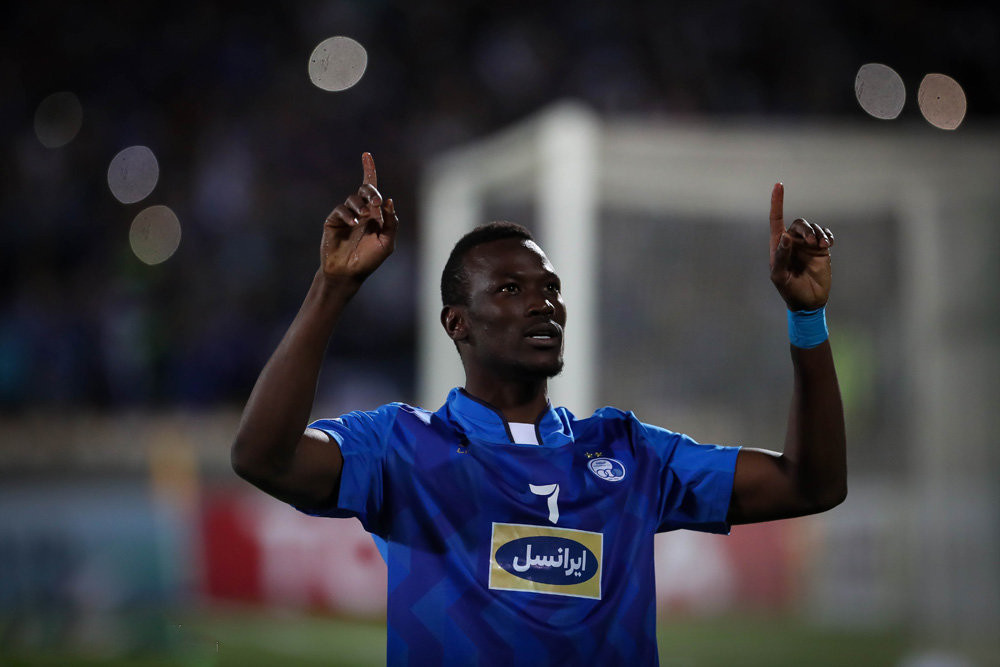
Im Mai 2018 jubelt Thiam über ein Tor seines Hat-tricks in der AFC Champions League. Wofür er später zum Spieler der Woche ausgezeichnet wurde.

Der für fünf Monate vereinslose Thiam fand im Februar 2018 seinen Platz beim iranischen zweimaligen AFC-Champions-League-Sieger Esteghlal Teheran. Zwei Tage nach seinem Wechsel machte er sein Debüt für Esteghlal am 8. Februar 2018 im Ligaspiel gegen Sepidrood Rasht SC wahr. Unter dem Esteghlal-Cheftrainer Winfried Schäfer erzielte Thiam im Mai 2018 das 1:0-Siegtor im iranischen Pokalfinale 2018. In der Transferperiode selben Jahres blieb er im Nahen Osten und wechselte im August 2018 in die erste Liga der Vereinigten Arabischen Emirate zum Adschman Club.
2019 kehrte er zurück nach Südeuropa zum Süper-Ligisten Kasımpaşa Istanbul. 2020 wurde Fenerbahçe Istanbul auf ihn aufmerksam und verpflichtete ihn mit einem Vertrag ablösefrei über drei Jahre. In der Saisonvorbereitung zur Süper-Lig-Saison 2021/22 wurde er im Juli 2021 unter dem neuen Cheftrainer Vítor Pereira aus der Kaderplanung aussortiert. Daraufhin wechselte Thiam im August 2021 zum türkischen Erstligisten Kayserispor und blieb somit der Süper Lig weiter erhalten. Vier Tage später nach seinem Vereinswechsel gab er sein Spieldebüt für den Kayserispor und erzielte das 1:0-Auswärtssiegtor in der Süper Lig gegen den Başakşehir FK. Die Saison 2021/22 beendete er beim Kayserispor im Ligawettbewerb mannschaftsintern als Torschützenkönig.

### Nationalmannschaft
Im Oktober 2020 gab er sein Länderspieldebüt für die senegalische A-Nationalmannschaft gegen Marokko. 2021 kam er zu weiteren Länderspieleinsätzen unter anderem in der Qualifikation zum Afrika-Cup 2022.

## Erfolge
- Inter Mailand U19-Junioren
  - Sieger des Torneo di Viareggio: 2011[18]

- Esteghlal Teheran
  - Iranischer Pokalsieger: 2017/18[9]
  - Spieler der Woche der AFC Champions League: Achtelfinal-Rückspielwoche der Saison 2018[8]
  - Gewählt in das Team der Saison der AFC Champions League (Fan-Wahl): 2018[19]

- Nationalmannschaft
  - Afrika-Cup-Sieger: 2022